# Herrera de los Navarros
Herrera de los Navarros – gmina w Hiszpanii, w prowincji Saragossa, w Aragonii, o powierzchni 105,01 km². W 2011 roku gmina liczyła 576 mieszkańców.